# Carl Lang (écrivain)
Pour les articles homonymes, voir Carl Lang et Lang.
Friedrich Carl Lang, parfois Karl Lang, né le 27 octobre 1766 à Heilbronn et mort le 16 mai 1822 au château de Wackerbarth (de) (aujourd'hui dans la commune de Radebeul), est un Allemand, écrivain, pédagogue et graveur. Il est également connu sous les pseudonymes de Karl August Hirschmann et d'August Lindemann.